# Alegrete do Piauí
Alegrete do Piauí es un municipio brasileño del estado del Piauí. Se localiza a una latitud 07º14'34" sur y a una longitud 40º51'27" oeste, estando a una altitud de 0 metros. Su población estimada en 2004 era de 4 827 habitantes.
Posee un área de 263,7 km².